# آدریانا سیج
آدریانا سیج (انگلیسی: Adriana Sage؛ زاده ۱۶ آوریل ۱۹۸۰) بازیگر پورنوگرافی اهل ایالات متحده آمریکا است.